# 構内無線局
構内無線局（こうないむせんきょく）は、無線局の種別の一つである。

## 定義
総務省令電波法施行規則第4条第1項第26号に「構内無線業務を行う無線局」と定義している。 
この構内無線業務とは、第3条第1項第17号に「一の構内において行われる無線通信業務」と定義している。

## 概要
一つの構内で用いられるテレメータ、テレコントロール（遠隔制御）、データ伝送及び電子タグ等と呼ばれるRFIDによる移動体識別、無線電力伝送（ワイヤレス電力伝送）に用いる無線局である。 
「一つの構内」とは工場敷地内やビル内などの内部のみで使用されるもので、公道上や移動中の車両などでは使用できない。
使用する場所が一つの構内にとどまらない場合は、同一用途の陸上移動局や特定小電力無線局を使用しなければならない。
用途、電波の型式、周波数、空中線電力は電波法施行規則に別に告示すると規定している。

## 種類
用途、電波型式、周波数、空中線電力
電波法施行規則に基づく告示

と無線設備規則に基づく告示

にある用途、電波型式、周波数、空中線電力及び免許局・登録局の区別は次のとおり（経過措置によるものを含む。）である。
2022年（令和4年）5月26日現在
| テレメーター、テレコントロール、データ伝送用                                                                                       | テレメーター、テレコントロール、データ伝送用 | テレメーター、テレコントロール、データ伝送用 | テレメーター、テレコントロール、データ伝送用                  |
| 電波型式 | 周波数 | 空中線電力                                   | 備考                                                          |
| --- | --- | -------------------------------------------- | ------------------------------------------------------------- |
| F1D F1F F2D F2F F7D F7F G1D G1F G2D G2F G7D G7F D1D D1F D2D D2F D7D D7F                                                            | （1,200MHz帯） 216.0125～1216.9875MHz 1252.0125MHz～1252.9875MHz 25kHz間隔 1216.0125MHz 1252.0125MHz 1216.5125MHz 1252.5125MHzは 周波数制御用 1216～1217MHz 1252～1253MHz 50kHz間隔 1216MHz 1252MHzは 周波数制御用 | 0.1W以下                                     | 免許局 単向通信方式 単信方式 同報通信方式 複信方式 半複信方式 |
| - 周波数の（）内の表記は無線設備規則第49条の9第2号による。 - 免許局の旧技術基準の機器の使用については#旧技術基準の機器の使用を参照 | |                                              |                                                               |
| 移動体識別用 | |                                              |                                                               |
| 電波型式 | 周波数 | 空中線電力                                   | 備考                                                          |
| 規定無し | 占有周波数帯幅200kHz以下 916.8MHz 918MHz 919.2MHz、 920.4MHz 920.6MHz 920.8MHz 占有周波数帯幅200kHzを超え 400kHz以下 920.5MHz 920.7MHz 占有周波数帯幅400kHzを超え 600kHz以下 920.6MHz                              | 1W以下                                       | 登録局                                                        |
| N0N A1D AXN F1D F2D G1D | （2,450MHz帯） 2440MHz、2450MHz、 2455MHz | 0.3W以下                                     | 免許局                                                        |
| N0N A1D AXN F1D F2D G1D | （2,450MHz帯） 2448.875MHz | 0.3W以下                                     | 周波数ホッピング方式は登録局、 他は免許局                     |
| - 周波数の（）内の表記は無線設備規則第49条の9第3号による。 - 免許局の旧技術基準の機器の使用については#旧技術基準の機器の使用を参照 | |                                              |                                                               |
| 無線電力伝送用 | |                                              |                                                               |
| 電波型式 | 周波数 | 空中線電力                                   | 備考                                                          |
| 918MHz、919.2MHz | 1W以下 | 免許局                                       |                                                               |
| NON | （2.4GHz帯） 2,412MHz、2,437MHz、 2,462MHz、2,484MHz | 免許局                                       | 15W以下                                                       |
| NON | （5.7GHz帯） 5,740MHz、5,742MHz、 5,744MHz、5,746MHz、 5,748MHz、5,750MHz、 5,752MHz、5,758MHz、 5,764MHz | 免許局                                       | 32W以下 受電装置に使用する場合は0.32mW以下                    |
| - 周波数の（）内の表記は無線設備規則第49条の9第4号および第5号による。                                                              | |                                              |                                                               |

構内無線局に割り当てられた周波数帯は同一用途の他の種別の局あるいは他の業務やISMバンドと共用しており、混信などの妨害に関し優先度が異なる。
この関係を次に示す。
| 周波数帯 | 優先度高←→優先度低 | 優先度高←→優先度低 | 優先度高←→優先度低    | 優先度高←→優先度低 | 優先度高←→優先度低 |
| --- | ------------------ | ------------------ | --------------------- | --- | ------------------ |
| 周波数帯 | ISMバンド          | 次一業務           | 二次業務              | 免許不要局 |                    |
| 916.7～920.9MHz | －                 | 携帯電話           | 構内無線局 陸上移動局 | 特定小電力無線局 |                    |
| 1,200MHz帯 | －                 | 構内無線局         | －                    | 特定小電力無線局 |                    |
| 2,450MHz帯 2.4GHz帯 | 電子レンジ         | 構内無線局         | アマチュア局          | 小電力無線局 - 特定小電力無線局 - 小電力データ通信システム - 無線LAN - デジタルコードレス電話 - 模型飛行機の無線操縦 - Bluetooth |                    |
| - 周波数帯の表記は無線設備規則第49条の9第2号から第5号に準拠する。 2,450MHz帯と2.4GHz帯の表記は移動体識別用と無線電力伝送用を区別するためでもある。 - 二次業務、免許不要局の斜体は同一用途の他の種別の局 同順位のものは先に使用するものが優先する。 |                    |                    |                       | |                    |

実際は無線LANやデジタルコードレス電話などからの混信を完全に回避することは難しい。
標準規格
法制化当初から、電波システム開発センター（略称 RCR）（現・電波産業会（略称 ARIB））が無線設備規則第4節の10に規定する技術基準を含めて規格化し、標準規格として公開している。
- RCR STD-1 構内無線局2.4GHz帯移動体識別用無線設備[4]
- RCR STD-5 構内無線局1,200MHz帯テレメータ用、テレコントロール用及びデータ伝送用無線設備[5]
- ARIB STD-T106 構内無線局 陸上移動局 920MHz帯移動体識別用無線設備[6]

チャネル番号
RCR STD-5、ARIB STD-T106にあるものを次表に掲げる。
2012年（平成24年）12月14日現在
| 占有周波数帯32kHz以下 | 占有周波数帯32kHz以下 | 占有周波数帯32kHz以下 | 占有周波数帯32kHz以下 | 占有周波数帯16kHz以下 | 占有周波数帯16kHz以下 | 占有周波数帯16kHz以下 | 占有周波数帯16kHz以下 |
| --------------------- | --------------------- | --------------------- | --------------------- | --------------------- | --------------------- | --------------------- | --------------------- |
| ch                    | 周波数                | ch                    | 周波数                | ch                    | 周波数                | ch                    | 周波数                |
| 1                     | 1216.0000MHz          | 1                     | 1252.0000MHz          | 1                     | 1216.0125MHz          | 1                     | 1252.0125MHz          |
| 2                     | 1216.0500MHz          | 2                     | 1252.0500MHz          | 2                     | 1216.0375MHz          | 2                     | 1252.0375MHz          |
| 3                     | 1216.1000MHz          | 3                     | 1252.1000MHz          | 3                     | 1216.0625MHz          | 3                     | 1252.0625MHz          |
| 4                     | 1216.1500MHz          | 4                     | 1252.1500MHz          | 4                     | 1216.0875MHz          | 4                     | 1252.0875MHz          |
| 5                     | 1216.2000MHz          | 5                     | 1216.2000MHz          | 5                     | 1216.1125MHz          | 5                     | 1216.1125MHz          |
| 6                     | 1216.2500MHz          | 6                     | 1252.2500MHz          | 6                     | 1216.1375MHz          | 6                     | 1252.1375MHz          |
| 7                     | 1216.3000MHz          | 7                     | 1216.3000MHz          | 7                     | 1216.1625MHz          | 7                     | 1216.1625MHz          |
| 8                     | 1216.3500MHz          | 8                     | 1252.3500MHz          | 8                     | 1216.1875MHz          | 8                     | 1252.1875MHz          |
| 9                     | 1216.4000MHz          | 9                     | 1216.4000MHz          | 9                     | 1216.2125MHz          | 9                     | 1216.2125MHz          |
| 10                    | 1216.4500MHz          | 10                    | 1252.4500MHz          | 10                    | 1216.2375MHz          | 10                    | 1252.2375MHz          |
| 11                    | 1216.5000MHz          | 11                    | 1216.5000MHz          | 11                    | 1216.2625MHz          | 11                    | 1216.2625MHz          |
| 12                    | 1216.5500MHz          | 12                    | 1252.5500MHz          | 12                    | 1216.2875MHz          | 12                    | 1252.2875MHz          |
| 13                    | 1216.6000MHz          | 13                    | 1252.6000MHz          | 13                    | 1216.3125MHz          | 13                    | 1252.3125MHz          |
| 14                    | 1216.6500MHz          | 14                    | 1252.6500MHz          | 14                    | 1216.3375MHz          | 14                    | 1252.3375MHz          |
| 15                    | 1216.7000MHz          | 15                    | 1252.7000MHz          | 15                    | 1216.3625MHz          | 15                    | 1252.3625MHz          |
| 16                    | 1216.7500MHz          | 16                    | 1252.7500MHz          | 16                    | 1216.3875MHz          | 16                    | 1252.3875MHz          |
| 17                    | 1216.8000MHz          | 17                    | 1252.8000MHz          | 17                    | 1216.4125MHz          | 17                    | 1252.4125MHz          |
| 18                    | 1216.8500MHz          | 18                    | 1252.8500MHz          | 18                    | 1216.4375MHz          | 18                    | 1252.4375MHz          |
| 19                    | 1216.9000MHz          | 19                    | 1252.9000MHz          | 19                    | 1216.4625MHz          | 19                    | 1252.4625MHz          |
| 20                    | 1216.9500MHz          | 20                    | 1252.9500MHz          | 20                    | 1216.4875MHz          | 20                    | 1252.4875MHz          |
| 21                    | 1217.0000MHz          | 21                    | 1253.0000MHz          | 21                    | 1217.5125MHz          | 21                    | 1253.5125MHz          |
|                       |                       |                       |                       | 22                    | 1216.5375MHz          | 22                    | 1252.5375MHz          |
| 23                    | 1216.5625MHz          | 23                    | 1252.5625MHz          |                       |                       |                       |                       |
| 24                    | 1216.5875MHz          | 24                    | 1252.5875MHz          |                       |                       |                       |                       |
| 25                    | 1216.6125MHz          | 25                    | 1252.6125MHz          |                       |                       |                       |                       |
| 26                    | 1216.6375MHz          | 26                    | 1252.6375MHz          |                       |                       |                       |                       |
| 27                    | 1216.6875MHz          | 27                    | 1252.6875MHz          |                       |                       |                       |                       |
| 28                    | 1216.7375MHz          | 28                    | 1252.7375MHz          |                       |                       |                       |                       |
| 29                    | 1216.7125MHz          | 29                    | 1252.7125MHz          |                       |                       |                       |                       |
| 30                    | 1216.7375MHz          | 30                    | 1252.7375MHz          |                       |                       |                       |                       |
| 31                    | 1216.7625MHz          | 31                    | 1252.7625MHz          |                       |                       |                       |                       |
| 32                    | 1216.7875MHz          | 32                    | 1252.7875MHz          |                       |                       |                       |                       |
| 33                    | 1216.8125MHz          | 33                    | 1252.8125MHz          |                       |                       |                       |                       |
| 34                    | 1216.8375MHz          | 34                    | 1252.8375MHz          |                       |                       |                       |                       |
| 35                    | 1216.8625MHz          | 35                    | 1252.8625MHz          |                       |                       |                       |                       |
| 36                    | 1216.8875MHz          | 36                    | 1252.8875MHz          |                       |                       |                       |                       |
| 37                    | 1216.9125MHz          | 37                    | 1252.9125MHz          |                       |                       |                       |                       |
| 38                    | 1216.9375MHz          | 38                    | 1252.9375MHz          |                       |                       |                       |                       |
| 39                    | 1216.9625MHz          | 39                    | 1252.9625MHz          |                       |                       |                       |                       |
| 40                    | 1216.9875MHz          | 40                    | 1252.9875MHz          |                       |                       |                       |                       |

| 番号 | 中心周波数 | 備考                                                  |
| --- | ---------- | ----------------------------------------------------- |
| 5 | 916.8MHz   | 送信時間制限装置 及び キャリアセンス が必要           |
| 11 | 918.0MHz   | 送信時間制限装置 及び キャリアセンス が必要           |
| 17 | 919.2MHz   | 送信時間制限装置 及び キャリアセンス が必要           |
| 23 | 920.4MHz   | 送信時間制限装置 及び キャリアセンス が必要           |
| 24 | 920.6MHz   | 送信時間制限装置 及び キャリアセンス が必要           |
| 25 | 920.8MHz   | 送信時間制限装置 及び キャリアセンス が必要           |
| 5 | 916.8MHz   | 送信時間制限装置 又は キャリアセンス のいずれかが必要 |
| 11 | 918.0MHz   | 送信時間制限装置 又は キャリアセンス のいずれかが必要 |
| 17 | 919.2MHz   | 送信時間制限装置 又は キャリアセンス のいずれかが必要 |
| 23 | 920.4MHz   | 送信時間制限装置 又は キャリアセンス のいずれかが必要 |
| 注 送信時間制限装置及びキャリアセンスが有れば、920.4MHz（チャネル23）以上の最大3隣接単位チャネルまで同時に動作することができる。 |            |                                                       |

## 免許・登録
種別コードはLO。有効期間は免許・登録の日から5年である。
免許局の無線設備は事実上、特定無線設備の技術基準適合証明等に関する規則により認証された適合表示無線設備による。
これ以外の機器による免許申請を否定するものではないが、簡易な免許手続が適用されない

ので予備免許を取得し落成検査に合格しなければならず、#操作の電波法施行規則第33条第6号(4)にもあるとおり無線従事者を要することとなる。
つまり、適合表示無線設備を使用することが事実上の必須条件である。
また、登録局の無線設備は適合表示無線設備でなければならない

免許の単位
916.7～920.9MHzの移動体識別用は、「無線局の運用の様態が機能上一体となって一の通信系を構成するもの」である場合、複数の送信設備を単一の無線局として申請することができる。
「機能上一体となって一の通信系を構成する」とは、一つの構内の同一のネットワークにおいて個々の送信設備が無線局の目的遂行のために一体となって運用されており、単一の送信設備のみでは無線局の目的を遂行することができないことを意味している。
表示
適合表示無線設備には、当初は技術基準適合証明の文言を含む楕円形のマークが、1991年（平成3年）9月から〒を含んだ円形のマークの表示が義務付けられている。
1995年（平成7年）4月からのマークは技適マークである。
また技術基準適合証明番号又は工事設計認証番号の表示も必須とされ、構内無線の機器を表す記号は、技術基準適合証明番号の4-5字目にあり、種別毎に次のとおりである。
2022年（令和4年）5月26日現在
| 種別                               | 記号 |
| ---------------------------------- | ---- |
| 下記以外の全て                     | AS   |
| 920MHz帯（キャリアセンス付き）     | BS   |
| 2,450MHz帯（周波数ホッピング方式） | CS   |
| 無線電力伝送                       | ZS   |

従前は工事設計認証番号にも記号を表示するものとされていた。
- 工事設計認証番号の4字目がハイフン(-)のものに記号表示は無い。

局数
登録局については無線局登録状に記載されない。
旧技術基準の機器の使用
無線設備規則のスプリアス発射等の強度の許容値に関する技術基準改正

により、旧技術基準に基づく無線設備が免許されるのは「平成29年11月30日」まで
、
使用は「平成34年11月30日」まで

とされた。
対象となるのは、
- 「平成17年11月30日」[16]までに認証された適合表示無線設備
- 経過措置として、旧技術基準により「平成19年11月30日」までに認証された適合表示無線設備[17]

である。該当するのは
- テレメーター、テレコントロール、データ伝送用
- 移動体識別用の2,450MHz帯免許局

である。
新規免許は「平成29年12月1日」以降はできないが、使用期限はコロナ禍により「当分の間」延期された。
詳細は無線局#旧技術基準の機器の使用を参照。

## 操作
電波法施行規則第33条に無線従事者を要しない「簡易な操作」として、同条第6号(4)に構内無線局が、適合表示無線設備のみを使用するものに限り「無線設備の外部の転換装置で電波の質に影響を及ぼさないものの技術操作」と掲げられており、#免許・登録にもあるように、構内無線局には事実上無線従事者が不要である。

## 検査
- 落成検査は、上述の通り適合表示無線設備の使用が事実上の必須条件であり、簡易な免許手続の対象とされて行われない。
- 定期検査は、電波法施行規則第41条の2の6第24号により行われない。
- 変更検査は、落成検査と同様である。

## 沿革
1986年（昭和61年）- 電波法施行規則に定義
- 周波数は告示[21]によるものとされ、400MHz帯と2,450MHz帯のみ
  - 400MHz帯は、テレメータ、テレコントロール、データ伝送、構内ページング用
  - 2,450MHz帯は、移動体識別用で周波数は2440、2450、2455MHz
- 技術基準適合証明番号で構内無線の機器を表す記号は1字目のA[22]

1989年（平成元年）- 1,200MHz帯テレメータ、テレコントロール、データ伝送用が追加

1992年（平成4年）- 19GHz帯（19.495～19.555GHz、100MHz間隔）に高速データ伝送用が追加

1993年（平成5年）- 電波利用料制度化、料額の変遷は下表参照
1998年（平成10年）- 13560kHzにワイヤレスカードシステムが追加

2000年（平成12年）- 400MHz帯の各用途は廃止

- 以降は、特定小電力無線局として扱われる。

2001年（平成13年）- 構内無線の記号Aは番号の3字目に

2002年（平成14年）- ワイヤレスカードシステムは廃止

- 以降は、高周波利用設備として扱われる。

2003年（平成15年）
- 2,450MHz帯に2448.875MHzが追加[29][30]
  - 6月18日以降の従前の周波数の利用は既設局に限られることに[31]
- 構内無線の記号Aは番号の4字目に[32]

2005年（平成17年）
- 950MHz帯移動体識別用として953MHzが割り当て[33][34]
- 2,450MHz帯の周波数ホッピング方式は登録局に[35]
  - 既設の免許局は最初に到来する免許の応当日に登録局とみなし[36]

2006年（平成18年）- 950MHz帯移動体識別用が登録局に
- 1月25日以降は新規の免許申請が不可に[38]

2008年（平成20年）- 構内無線の記号は番号の4-5字目とされ、950MHz帯キャリアセンス付きはPV に、2,450MHz帯周波数ホッピング方式はRVに
2009年（平成21年）
- 高速データ伝送用は廃止[40][41]

2010年（平成22年）
- 950MHz帯移動体識別用として954.2MHzが割り当て[42][43]

2011年（平成23年）
- 920MHz帯移動体識別用として916.8～920.8MHzが割り当てられることに[44][45]
  - 950MHz帯の免許・登録申請は「平成24年12月31日」まで、使用は「平成30年3月31日」までに[46][47]
- 構内無線の記号は従前のAがASに、PVと920MHz帯キャリアセンス付きがBSに、RVがCSに[48]

2012年（平成24年）　
- 920MHz帯の割当て開始[44]
- 950MHz帯の新規免許・登録申請が不可に[47]

2013年（平成25年）- 工事設計認証番号に記号の表示は不要に
2018年（平成30年）- 950MHz帯は廃止
2019年（平成31年）- 920MHz帯移動体識別用の機器は陸上移動局として登録ができることに
- 移行措置は規定されておらず、既設局については廃止と同時に陸上移動局として登録の申請を要する。

2022年（令和4年）- 無線電力伝送用として918MHz、919.2MHz、2.4GHz帯、5.7GHz帯が割り当て
- 無線電力伝送用の記号はZSに[11]

局数の推移
| 年度                                                                                               | 総数   | 一般業務 | その他 | 出典                        | 出典                           |
| -------------------------------------------------------------------------------------------------- | ------ | -------- | ------ | --------------------------- | ------------------------------ |
| 平成5年度末                                                                                        | 4,562  | -        | 2,345  | 資料1-39 利用分野別無線局数 | 資料1-39 利用分野別無線局数    |
| 平成6年度末                                                                                        | 4,214  | -        | 1,683  | 資料1-39 利用分野別無線局数 | 資料1-39 利用分野別無線局数    |
| 平成7年度末                                                                                        | 4,147  | -        | 1,373  | 資料1-39 利用分野別無線局数 | 資料1-39 利用分野別無線局数    |
| 平成8年度末                                                                                        | 4,524  | -        | 1,480  | 資料1-38 利用分野別無線局数 | 資料1-38 利用分野別無線局数    |
| 平成9年度末                                                                                        | 4,486  | -        | 4,485  | 資料12 利用分野別無線局数   | 資料12 利用分野別無線局数      |
| 平成10年度末                                                                                       | 4,098  | -        | 4,097  | 資料14 利用分野別無線局数   | 資料14 利用分野別無線局数      |
| 平成11年度末                                                                                       | 3,585  | -        | 3,583  | 地域・局種別無線局数        | 平成11年度第4四半期末          |
| 平成12年度末                                                                                       | 2,740  | -        | 2,738  | 地域・局種別無線局数        | 平成12年度第4四半期末          |
| 平成13年度末                                                                                       | 2,806  | -        | 2,804  | 用途別無線局数              | H13 用途・業務・免許人・局種別 |
| 平成14年度末                                                                                       | 1,686  | -        | 1,686  | 用途別無線局数              | H14 用途・局種別無線局数       |
| 平成15年度末                                                                                       | 1,495  | -        | 1,495  | 用途別無線局数              | H15 用途・局種別無線局数       |
| 平成16年度末                                                                                       | 1,410  | -        | 1,410  | 用途別無線局数              | H16 用途・局種別無線局数       |
| 平成17年度末                                                                                       | 1,582  | -        | 1,582  | 用途別無線局数              | H17 用途・局種別無線局数       |
| 平成18年度末                                                                                       | 2,065  | -        | 2,065  | 用途別無線局数              | H18 用途・局種別無線局数       |
| 平成19年度末                                                                                       | 2,567  | -        | 2,564  | 用途別無線局数              | H19 用途・局種別無線局数       |
| 平成20年度末                                                                                       | 3,285  | -        | 3,281  | 用途別無線局数              | H20 用途・局種別無線局数       |
| 平成21年度末                                                                                       | 3,943  | -        | 3,939  | 用途別無線局数              | H21 用途・局種別無線局数       |
| 平成22年度末                                                                                       | 4,364  | -        | 4,358  | 用途別無線局数              | H22 用途・局種別無線局数       |
| 平成23年度末                                                                                       | 4,571  | -        | 4,566  | 用途別無線局数              | H23 用途・局種別無線局数       |
| 平成24年度末                                                                                       | 6,172  | -        | 6,169  | 用途別無線局数              | H24 用途・局種別無線局数       |
| 平成25年度末                                                                                       | 4,700  | -        | 4,647  | 用途別無線局数              | H25 用途・局種別無線局数       |
| 平成26年度末                                                                                       | 5,595  | 3,084    | 2,509  | 用途別無線局数              | H26 用途・局種別無線局数       |
| 平成27年度末                                                                                       | 7,308  | 4,293    | 2,995  | 用途別無線局数              | H27 用途・局種別無線局数       |
| 平成28年度末                                                                                       | 9,377  | 5,351    | 4,005  | 用途別無線局数              | H28 用途・局種別無線局数       |
| 平成29年度末                                                                                       | 16,394 | 8,238    | 18,134 | 用途別無線局数              | H29 用途・局種別無線局数       |
| 平成30年度末                                                                                       | 20,070 | 9,493    | 10,548 | 用途別無線局数              | H30 用途・局種別無線局数       |
| 令和元年度末                                                                                       | 20,700 | 10,244   | 10,414 | 用途別無線局数              | R01 用途・局種別無線局数       |
| 令和2年度末                                                                                        | 23,622 | 11,604   | 11,995 | 用途別無線局数              | R02 用途・局種別無線局数       |
| 令和3年度末                                                                                        | 25,590 | 12,484   | 13,087 | 用途別無線局数              | R03 用途・局種別無線局数       |
| 令和4年度末                                                                                        | 27,660 | 14,854   | 12,778 | 用途別無線局数              | R04 用途・局種別無線局数       |
| 令和5年度末                                                                                        | 31,003 | 18,921   | 11,966 | 用途別無線局数              | R05 用途・局種別無線局数       |
| 注 - 平成17年度から免許局と登録局が合算される。 - 平成26年度から用途の分類に一般業務が追加される。 |        |          |        |                             |                                |

| 年度 調査基準日                                                                       | 種別                                       | 局数   | 出典 | 出典          |
| ------------------------------------------------------------------------------------- | ------------------------------------------ | ------ | --- | ------------- |
| 平成16年度 平成16年3月1日                                                             | テレメータ、テレコントロール、データ伝送用 | 35     | 平成16年度電波の利用状況調査の調査結果（暫定版） 平成17年3月 第1章 電波利用システムごとの調査結果                              | p.174         |
| 平成16年度 平成16年3月1日                                                             | 2.4GHz帯移動体識別用                       | 1,423  | 平成16年度電波の利用状況調査の調査結果（暫定版） 平成17年3月 第1章 電波利用システムごとの調査結果                              | p.340         |
| 平成19年度 平成19年3月1日                                                             | 950MHz帯移動体識別用(免許局)               | 261    | 平成19年度電波の利用状況調査の調査結果 平成20年5月 第1章 電波利用システムごとの調査結果                                        | p.96          |
| 平成19年度 平成19年3月1日                                                             | 950MHz帯移動体識別用(登録局)               | 563    | 平成19年度電波の利用状況調査の調査結果 平成20年5月 第1章 電波利用システムごとの調査結果                                        | p.96          |
| 平成19年度 平成19年3月1日                                                             | テレメータ、テレコントロール、データ伝送用 | 39     | 平成19年度電波の利用状況調査の調査結果 平成20年5月 第1章 電波利用システムごとの調査結果                                        | p.141         |
| 平成19年度 平成19年3月1日                                                             | 2.4GHz帯移動体識別用(免許局)               | 1,062  | 平成19年度電波の利用状況調査の調査結果 平成20年5月 第1章 電波利用システムごとの調査結果                                        | p.293         |
| 平成19年度 平成19年3月1日                                                             | 2.4GHz帯移動体識別用(登録局)               | 160    | 平成19年度電波の利用状況調査の調査結果 平成20年5月 第1章 電波利用システムごとの調査結果                                        | p.293         |
| 平成22年度 平成22年3月1日                                                             | 950MHz帯移動体識別用(免許局)               | 360    | 平成22年度電波の利用状況調査の調査結果 （714MHzを超えて3.4GHz以下の周波数帯） 平成23年6月 第1章 電波利用システムごとの調査結果 | p.98          |
| 平成22年度 平成22年3月1日                                                             | 950MHz帯移動体識別用(登録局)               | 2,648  | 平成22年度電波の利用状況調査の調査結果 （714MHzを超えて3.4GHz以下の周波数帯） 平成23年6月 第1章 電波利用システムごとの調査結果 | p.98          |
| 平成22年度 平成22年3月1日                                                             | テレメータ、テレコントロール、データ伝送用 | 38     | 平成22年度電波の利用状況調査の調査結果 （714MHzを超えて3.4GHz以下の周波数帯） 平成23年6月 第1章 電波利用システムごとの調査結果 | p.157         |
| 平成22年度 平成22年3月1日                                                             | 2.4GHz帯移動体識別用(免許局)               | 732    | 平成22年度電波の利用状況調査の調査結果 （714MHzを超えて3.4GHz以下の周波数帯） 平成23年6月 第1章 電波利用システムごとの調査結果 | p.336         |
| 平成22年度 平成22年3月1日                                                             | 2.4GHz帯移動体識別用(登録局)               | 131    | 平成22年度電波の利用状況調査の調査結果 （714MHzを超えて3.4GHz以下の周波数帯） 平成23年6月 第1章 電波利用システムごとの調査結果 | p.336         |
| 平成25年度 平成25年3月1日                                                             | 920MHz帯移動体識別用(免許局)               | 173    | 平成25年度電波の利用状況調査の調査結果 （714MHzを超え3.4GHz以下の周波数帯） 平成26年3月                                        | §1-11 1/2page |
| 平成25年度 平成25年3月1日                                                             | 920MHz帯移動体識別用(登録局)               | 30     | 平成25年度電波の利用状況調査の調査結果 （714MHzを超え3.4GHz以下の周波数帯） 平成26年3月                                        | §1-11 1/2page |
| 平成25年度 平成25年3月1日                                                             | 950MHz帯移動体識別用(免許局)               | 939    | 平成25年度電波の利用状況調査の調査結果 （714MHzを超え3.4GHz以下の周波数帯） 平成26年3月                                        | §1-12 2/8page |
| 平成25年度 平成25年3月1日                                                             | 950MHz帯移動体識別用(登録局)               | 4,375  | 平成25年度電波の利用状況調査の調査結果 （714MHzを超え3.4GHz以下の周波数帯） 平成26年3月                                        | §1-12 2/8page |
| 平成25年度 平成25年3月1日                                                             | テレメータ、テレコントロール、データ伝送用 | 38     | 平成25年度電波の利用状況調査の調査結果 （714MHzを超え3.4GHz以下の周波数帯） 平成26年3月                                        | §3-2 1/1page  |
| 平成25年度 平成25年3月1日                                                             | 2.4GHz帯移動体識別用(免許局)               | 454    | 平成25年度電波の利用状況調査の調査結果 （714MHzを超え3.4GHz以下の周波数帯） 平成26年3月                                        | §6-2 1/2page  |
| 平成25年度 平成25年3月1日                                                             | 2.4GHz帯移動体識別用(登録局)               | 104    | 平成25年度電波の利用状況調査の調査結果 （714MHzを超え3.4GHz以下の周波数帯） 平成26年3月                                        | §6-2 1/2page  |
| 平成28年度 平成28年3月1日                                                             | 920MHz帯移動体識別用(免許局)               | 2,939  | 平成28年度電波の利用状況調査の調査結果 （714MHz超3.4GHz以下の周波数帯） 平成29年5月                                            | p.77          |
| 平成28年度 平成28年3月1日                                                             | 920MHz帯移動体識別用(登録局)               | 3,468  | 平成28年度電波の利用状況調査の調査結果 （714MHz超3.4GHz以下の周波数帯） 平成29年5月                                            | p.77          |
| 平成28年度 平成28年3月1日                                                             | 950MHz帯移動体識別用(免許局)               | 4      | 平成28年度電波の利用状況調査の調査結果 （714MHz超3.4GHz以下の周波数帯） 平成29年5月                                            | p.125         |
| 平成28年度 平成28年3月1日                                                             | 950MHz帯移動体識別用(登録局)               | 204    | 平成28年度電波の利用状況調査の調査結果 （714MHz超3.4GHz以下の周波数帯） 平成29年5月                                            | p.125         |
| 平成28年度 平成28年3月1日                                                             | テレメータ、テレコントロール、データ伝送用 | 38     | 平成28年度電波の利用状況調査の調査結果 （714MHz超3.4GHz以下の周波数帯） 平成29年5月                                            | p.180         |
| 平成28年度 平成28年3月1日                                                             | 2.4GHz帯移動体識別用(免許局)               | 377    | 平成28年度電波の利用状況調査の調査結果 （714MHz超3.4GHz以下の周波数帯） 平成29年5月                                            | p.422         |
| 平成28年度 平成28年3月1日                                                             | 2.4GHz帯移動体識別用(登録局)               | 45     | 平成28年度電波の利用状況調査の調査結果 （714MHz超3.4GHz以下の周波数帯） 平成29年5月                                            | p.422         |
| 令和元年度 平成31年4月1日                                                             | 920MHz帯移動体識別用(免許局)               | 5,175  | 令和元年度電波の利用状況調査の調査結果 （714MHz超え3.4GHz以下の周波数帯） 令和2年5月                                           | p.1-1-28      |
| 令和元年度 平成31年4月1日                                                             | 920MHz帯移動体識別用(登録局)               | 14,337 | 令和元年度電波の利用状況調査の調査結果 （714MHz超え3.4GHz以下の周波数帯） 令和2年5月                                           | p.1-1-30      |
| 令和元年度 平成31年4月1日                                                             | 950MHz帯移動体識別用(免許局)               | 0      | 令和元年度電波の利用状況調査の調査結果 （714MHz超え3.4GHz以下の周波数帯） 令和2年5月                                           | p.1-1-36      |
| 令和元年度 平成31年4月1日                                                             | 950MHz帯移動体識別用(登録局)               | 0      | 令和元年度電波の利用状況調査の調査結果 （714MHz超え3.4GHz以下の周波数帯） 令和2年5月                                           | p.1-1-37      |
| 令和元年度 平成31年4月1日                                                             | テレメータ、テレコントロール、データ伝送用 | 38     | 令和元年度電波の利用状況調査の調査結果 （714MHz超え3.4GHz以下の周波数帯） 令和2年5月                                           | p.1-3-2       |
| 令和元年度 平成31年4月1日                                                             | 2.4GHz帯移動体識別用(免許局)               | 285    | 令和元年度電波の利用状況調査の調査結果 （714MHz超え3.4GHz以下の周波数帯） 令和2年5月                                           | p.1-6-6       |
| 令和元年度 平成31年4月1日                                                             | 2.4GHz帯移動体識別用(登録局)               | 21     | 令和元年度電波の利用状況調査の調査結果 （714MHz超え3.4GHz以下の周波数帯） 令和2年5月                                           | p.1-6-8       |
| 令和3年度 令和3年4月1日                                                               | 920MHz帯移動体識別用(免許局)               | 7,745  | 令和3年度電波の利用状況調査の調査結果 （714MHz超の周波数帯） 令和4年5月                                                        | p.1-1-26      |
| 令和3年度 令和3年4月1日                                                               | 920MHz帯移動体識別用(登録局)               | 16,875 | 令和3年度電波の利用状況調査の調査結果 （714MHz超の周波数帯） 令和4年5月                                                        | p.1-1-29      |
| 令和3年度 令和3年4月1日                                                               | テレメータ、テレコントロール、データ伝送用 | 39     | 令和3年度電波の利用状況調査の調査結果 （714MHz超の周波数帯） 令和4年5月                                                        | p.1-3-3       |
| 令和3年度 令和3年4月1日                                                               | 2.4GHz帯移動体識別用(免許局)               | 268    | 令和3年度電波の利用状況調査の調査結果 （714MHz超の周波数帯） 令和4年5月                                                        | p.1-6-6       |
| 令和3年度 令和3年4月1日                                                               | 2.4GHz帯移動体識別用(登録局)               | 21     | 令和3年度電波の利用状況調査の調査結果 （714MHz超の周波数帯） 令和4年5月                                                        | p.1-6-8       |
| 令和5年度 令和5年4月1日                                                               | 920MHz帯移動体識別用(免許局)               | 6,092  | 令和5年度電波の利用状況調査の調査結果 （各種の無線システム:714MHz超の周波数帯） 別冊調査結果ファイル 令和6年3月                | p.1-1-25      |
| 令和5年度 令和5年4月1日                                                               | 920MHz帯移動体識別用(登録局)               | 19,588 | 令和5年度電波の利用状況調査の調査結果 （各種の無線システム:714MHz超の周波数帯） 別冊調査結果ファイル 令和6年3月                | p.1-1-27      |
| 令和5年度 令和5年4月1日                                                               | テレメータ、テレコントロール、データ伝送用 | 39     | 令和5年度電波の利用状況調査の調査結果 （各種の無線システム:714MHz超の周波数帯） 別冊調査結果ファイル 令和6年3月                | p.1-1-65      |
| 令和5年度 令和5年4月1日                                                               | 2.4GHz帯移動体識別用(免許局)               | 243    | 令和5年度電波の利用状況調査の調査結果 （各種の無線システム:714MHz超の周波数帯） 別冊調査結果ファイル 令和6年3月                | p.1-2-98      |
| 令和5年度 令和5年4月1日                                                               | 2.4GHz帯移動体識別用(登録局)               | 18     | 令和5年度電波の利用状況調査の調査結果 （各種の無線システム:714MHz超の周波数帯） 別冊調査結果ファイル 令和6年3月                | p.1-2-100     |
| - 種別の周波数の表記は原典ママ - 登録局の局数は、個別登録と包括登録の開設局数との合計 |                                            |        | |               |

電波利用料額
電波法別表第6第1項の「移動する無線局」が適用される。
| 年月                                | 免許局 | 登録局 | 備考       |
| ----------------------------------- | ------ | ------ | ---------- |
| 1993年（平成5年）4月                | 600円  | －     |            |
| 1997年（平成9年）10月               | 600円  | －     |            |
| 2006年（平成18年）4月               | 600円  | －     |            |
| 2008年（平成20年）10月              | 400円  | 400円  | 登録局導入 |
| 2011年（平成23年）10月              | 500円  | 500円  |            |
| 2014年（平成26年）10月              | 600円  | 600円  |            |
| 2017年（平成29年）10月              | 600円  | 600円  |            |
| 2019年（令和元年）10月              | 400円  | 400円  |            |
| 注 料額は減免措置を考慮していない。 |        |        |            |

## 廃止
構内無線局として廃止されたものの廃止時点の情報を参考として掲げる。
配列は周波数順で構内無線局としての廃止日順ではない。
チャネル番号は電波産業会標準規格による。
13560kHz
空中線電力1W以下、変調方式の規定なし、標準規格 ARIB STD-T60 ワイヤレスカードシステム（廃止済み）（ARIB STD-T82 誘導式読み書き通信設備（ワイヤレスカードシステム等）に継承）
400MHz帯
| 電波型式                                                                | 周波数                              | 空中線電力 | 通信方式                                               | 備考 |
| ----------------------------------------------------------------------- | ----------------------------------- | ---------- | ------------------------------------------------------ | --- |
| F1D F1F F2D F2F F7D F7F G1D G1F G2D G2F G7D G7F D1D D1F D2D D2F D7D D7F | 426.025-426.1375MHz（12.5kHz間隔）  | 0.001W以下 | 単向通信方式 単信方式 同報通信方式                     | 標準規格 RCR STD-2 データ伝送システム（廃止済み） RCR STD-4 テレメータ／テレコントロールシステム（廃止済み） （STD-T67 特定小電力無線局400MHz帯及び1,200MHz帯テレメータ用、テレコントロール用及びデータ伝送用無線設備に継承） |
| F1D F1F F2D F2F F7D F7F G1D G1F G2D G2F G7D G7F D1D D1F D2D D2F D7D D7F | 426.0375-426.1125MHz（25kHz間隔）   | 0.001W以下 | 単向通信方式 単信方式 同報通信方式                     | 標準規格 RCR STD-2 データ伝送システム（廃止済み） RCR STD-4 テレメータ／テレコントロールシステム（廃止済み） （STD-T67 特定小電力無線局400MHz帯及び1,200MHz帯テレメータ用、テレコントロール用及びデータ伝送用無線設備に継承） |
| F1D F1F F2D F2F F7D F7F G1D G1F G2D G2F G7D G7F D1D D1F D2D D2F D7D D7F | 429.175-429.2375MHz（12.5kHz間隔）  | 0.01W以下  | 単向通信方式 単信方式 同報通信方式                     | 標準規格 RCR STD-2 データ伝送システム（廃止済み） RCR STD-4 テレメータ／テレコントロールシステム（廃止済み） （STD-T67 特定小電力無線局400MHz帯及び1,200MHz帯テレメータ用、テレコントロール用及びデータ伝送用無線設備に継承） |
| F1D F1F F2D F2F F7D F7F G1D G1F G2D G2F G7D G7F D1D D1F D2D D2F D7D D7F | 429.25-429.7375MHz（12.5kHz間隔）   | 0.01W以下  | 単向通信方式 単信方式 同報通信方式                     | 標準規格 RCR STD-2 データ伝送システム（廃止済み） RCR STD-4 テレメータ／テレコントロールシステム（廃止済み） （STD-T67 特定小電力無線局400MHz帯及び1,200MHz帯テレメータ用、テレコントロール用及びデータ伝送用無線設備に継承） |
| F1D F1F F2D F2F F7D F7F G1D G1F G2D G2F G7D G7F D1D D1F D2D D2F D7D D7F | 429.8125-429.925MHz（12.5kHz間隔）  | 0.01W以下  | 単向通信方式 単信方式 同報通信方式 複信方式 半複信方式 | 標準規格 RCR STD-2 データ伝送システム（廃止済み） RCR STD-4 テレメータ／テレコントロールシステム（廃止済み） （STD-T67 特定小電力無線局400MHz帯及び1,200MHz帯テレメータ用、テレコントロール用及びデータ伝送用無線設備に継承） |
| F1D F1F F2D F2F F7D F7F G1D G1F G2D G2F G7D G7F D1D D1F D2D D2F D7D D7F | 449.7125-449.825MHz（12.5kHz間隔）  | 0.01W以下  | 単向通信方式 単信方式 同報通信方式 複信方式 半複信方式 | 標準規格 RCR STD-2 データ伝送システム（廃止済み） RCR STD-4 テレメータ／テレコントロールシステム（廃止済み） （STD-T67 特定小電力無線局400MHz帯及び1,200MHz帯テレメータ用、テレコントロール用及びデータ伝送用無線設備に継承） |
| F1D F1F F2D F2F F7D F7F G1D G1F G2D G2F G7D G7F D1D D1F D2D D2F D7D D7F | 449.8375-449.8875MHz（12.5kHz間隔） | 0.01W以下  | 単向通信方式 単信方式 同報通信方式 複信方式 半複信方式 | 標準規格 RCR STD-2 データ伝送システム（廃止済み） RCR STD-4 テレメータ／テレコントロールシステム（廃止済み） （STD-T67 特定小電力無線局400MHz帯及び1,200MHz帯テレメータ用、テレコントロール用及びデータ伝送用無線設備に継承） |
| F1D F1F F2D F2F F7D F7F G1D G1F G2D G2F G7D G7F D1D D1F D2D D2F D7D D7F | 469.4375-469.4875MHz（12.5kHz間隔） | 0.01W以下  | 単向通信方式 単信方式 同報通信方式 複信方式 半複信方式 | 標準規格 RCR STD-2 データ伝送システム（廃止済み） RCR STD-4 テレメータ／テレコントロールシステム（廃止済み） （STD-T67 特定小電力無線局400MHz帯及び1,200MHz帯テレメータ用、テレコントロール用及びデータ伝送用無線設備に継承） |

| 周波数      | 空中線電力 | 通信方式     | 備考 |
| ----------- | ---------- | ------------ | --- |
| 429.7500MHz | 0.01W以下  | 単向通信方式 | 電波型式の規定なし 標準規格 STD-3 構内ページングシステム（廃止済み） （ARIB STD-T19 特定小電力無線局無線呼出用無線設備に継承） |
| 429.7625MHz | 0.01W以下  | 単向通信方式 | 電波型式の規定なし 標準規格 STD-3 構内ページングシステム（廃止済み） （ARIB STD-T19 特定小電力無線局無線呼出用無線設備に継承） |
| 429.7750MHz | 0.01W以下  | 単向通信方式 | 電波型式の規定なし 標準規格 STD-3 構内ページングシステム（廃止済み） （ARIB STD-T19 特定小電力無線局無線呼出用無線設備に継承） |
| 429.7875MHz | 0.01W以下  | 単向通信方式 | 電波型式の規定なし 標準規格 STD-3 構内ページングシステム（廃止済み） （ARIB STD-T19 特定小電力無線局無線呼出用無線設備に継承） |
| 429.8000MHz | 0.01W以下  | 単向通信方式 | 電波型式の規定なし 標準規格 STD-3 構内ページングシステム（廃止済み） （ARIB STD-T19 特定小電力無線局無線呼出用無線設備に継承） |

950MHz帯
| 電波型式                            | 周波数          | 単位チャネル | 単位チャネル | 空中線電力 | 備考                                                  | 備考 |
| 電波型式                            | 周波数          | 番号         | 中心周波数   | 空中線電力 | 備考                                                  | 備考 |
| ----------------------------------- | --------------- | ------------ | ------------ | ---------- | ----------------------------------------------------- | --- |
| N0N A1D AXN H1D R1D J1D F1D F2D G1D | 953MHz 954.2MHz | 7            | 952.2MHz     | 0.3W以下   | 送信時間制限装置 及び キャリアセンス が必要           | 953MHzの一部は免許局、他は登録局 送信時間制限装置及びキャリアセンスが有れば、最大21隣接単位チャネルまで同時に動作可 標準規格 ARIB STD-T89 構内無線局950MHz帯移動体識別用無線設備（廃止済み） |
| N0N A1D AXN H1D R1D J1D F1D F2D G1D | 953MHz 954.2MHz | 8            | 952.4MHz     | 0.3W以下   | 送信時間制限装置 及び キャリアセンス が必要           | 953MHzの一部は免許局、他は登録局 送信時間制限装置及びキャリアセンスが有れば、最大21隣接単位チャネルまで同時に動作可 標準規格 ARIB STD-T89 構内無線局950MHz帯移動体識別用無線設備（廃止済み） |
| N0N A1D AXN H1D R1D J1D F1D F2D G1D | 953MHz 954.2MHz | 9            | 952.6MHz     | 0.3W以下   | 送信時間制限装置 及び キャリアセンス が必要           | 953MHzの一部は免許局、他は登録局 送信時間制限装置及びキャリアセンスが有れば、最大21隣接単位チャネルまで同時に動作可 標準規格 ARIB STD-T89 構内無線局950MHz帯移動体識別用無線設備（廃止済み） |
| N0N A1D AXN H1D R1D J1D F1D F2D G1D | 953MHz 954.2MHz | 10           | 952.8MHz     | 0.3W以下   | 送信時間制限装置 及び キャリアセンス が必要           | 953MHzの一部は免許局、他は登録局 送信時間制限装置及びキャリアセンスが有れば、最大21隣接単位チャネルまで同時に動作可 標準規格 ARIB STD-T89 構内無線局950MHz帯移動体識別用無線設備（廃止済み） |
| N0N A1D AXN H1D R1D J1D F1D F2D G1D | 953MHz 954.2MHz | 11           | 953.0MHz     | 0.3W以下   | 送信時間制限装置 及び キャリアセンス が必要           | 953MHzの一部は免許局、他は登録局 送信時間制限装置及びキャリアセンスが有れば、最大21隣接単位チャネルまで同時に動作可 標準規格 ARIB STD-T89 構内無線局950MHz帯移動体識別用無線設備（廃止済み） |
| N0N A1D AXN H1D R1D J1D F1D F2D G1D | 953MHz 954.2MHz | 12           | 953.2MHz     | 0.3W以下   | 送信時間制限装置 及び キャリアセンス が必要           | 953MHzの一部は免許局、他は登録局 送信時間制限装置及びキャリアセンスが有れば、最大21隣接単位チャネルまで同時に動作可 標準規格 ARIB STD-T89 構内無線局950MHz帯移動体識別用無線設備（廃止済み） |
| N0N A1D AXN H1D R1D J1D F1D F2D G1D | 953MHz 954.2MHz | 13           | 953.4MHz     | 0.3W以下   | 送信時間制限装置 及び キャリアセンス が必要           | 953MHzの一部は免許局、他は登録局 送信時間制限装置及びキャリアセンスが有れば、最大21隣接単位チャネルまで同時に動作可 標準規格 ARIB STD-T89 構内無線局950MHz帯移動体識別用無線設備（廃止済み） |
| N0N A1D AXN H1D R1D J1D F1D F2D G1D | 953MHz 954.2MHz | 14           | 953.6MHz     | 0.3W以下   | 送信時間制限装置 及び キャリアセンス が必要           | 953MHzの一部は免許局、他は登録局 送信時間制限装置及びキャリアセンスが有れば、最大21隣接単位チャネルまで同時に動作可 標準規格 ARIB STD-T89 構内無線局950MHz帯移動体識別用無線設備（廃止済み） |
| N0N A1D AXN H1D R1D J1D F1D F2D G1D | 953MHz 954.2MHz | 15           | 953.8MHz     | 0.3W以下   | 送信時間制限装置 及び キャリアセンス が必要           | 953MHzの一部は免許局、他は登録局 送信時間制限装置及びキャリアセンスが有れば、最大21隣接単位チャネルまで同時に動作可 標準規格 ARIB STD-T89 構内無線局950MHz帯移動体識別用無線設備（廃止済み） |
| N0N A1D AXN H1D R1D J1D F1D F2D G1D | 953MHz 954.2MHz | 16           | 954.0MHz     | 0.3W以下   | 送信時間制限装置 及び キャリアセンス が必要           | 953MHzの一部は免許局、他は登録局 送信時間制限装置及びキャリアセンスが有れば、最大21隣接単位チャネルまで同時に動作可 標準規格 ARIB STD-T89 構内無線局950MHz帯移動体識別用無線設備（廃止済み） |
| N0N A1D AXN H1D R1D J1D F1D F2D G1D | 953MHz 954.2MHz | 17           | 954.2MHz     | 0.3W以下   | 送信時間制限装置 及び キャリアセンス が必要           | 953MHzの一部は免許局、他は登録局 送信時間制限装置及びキャリアセンスが有れば、最大21隣接単位チャネルまで同時に動作可 標準規格 ARIB STD-T89 構内無線局950MHz帯移動体識別用無線設備（廃止済み） |
| N0N A1D AXN H1D R1D J1D F1D F2D G1D | 953MHz 954.2MHz | 18           | 954.4MHz     | 0.3W以下   | 送信時間制限装置 及び キャリアセンス が必要           | 953MHzの一部は免許局、他は登録局 送信時間制限装置及びキャリアセンスが有れば、最大21隣接単位チャネルまで同時に動作可 標準規格 ARIB STD-T89 構内無線局950MHz帯移動体識別用無線設備（廃止済み） |
| N0N A1D AXN H1D R1D J1D F1D F2D G1D | 953MHz 954.2MHz | 19           | 954.6MHz     | 0.3W以下   | 送信時間制限装置 及び キャリアセンス が必要           | 953MHzの一部は免許局、他は登録局 送信時間制限装置及びキャリアセンスが有れば、最大21隣接単位チャネルまで同時に動作可 標準規格 ARIB STD-T89 構内無線局950MHz帯移動体識別用無線設備（廃止済み） |
| N0N A1D AXN H1D R1D J1D F1D F2D G1D | 953MHz 954.2MHz | 20           | 954.8MHz     | 0.3W以下   | 送信時間制限装置 及び キャリアセンス が必要           | 953MHzの一部は免許局、他は登録局 送信時間制限装置及びキャリアセンスが有れば、最大21隣接単位チャネルまで同時に動作可 標準規格 ARIB STD-T89 構内無線局950MHz帯移動体識別用無線設備（廃止済み） |
| N0N A1D AXN H1D R1D J1D F1D F2D G1D | 953MHz 954.2MHz | 21           | 955.0MHz     | 0.3W以下   | 送信時間制限装置 及び キャリアセンス が必要           | 953MHzの一部は免許局、他は登録局 送信時間制限装置及びキャリアセンスが有れば、最大21隣接単位チャネルまで同時に動作可 標準規格 ARIB STD-T89 構内無線局950MHz帯移動体識別用無線設備（廃止済み） |
| N0N A1D AXN H1D R1D J1D F1D F2D G1D | 953MHz 954.2MHz | 22           | 955.2MHz     | 0.3W以下   | 送信時間制限装置 及び キャリアセンス が必要           | 953MHzの一部は免許局、他は登録局 送信時間制限装置及びキャリアセンスが有れば、最大21隣接単位チャネルまで同時に動作可 標準規格 ARIB STD-T89 構内無線局950MHz帯移動体識別用無線設備（廃止済み） |
| N0N A1D AXN H1D R1D J1D F1D F2D G1D | 953MHz 954.2MHz | 23           | 955.4MHz     | 0.3W以下   | 送信時間制限装置 及び キャリアセンス が必要           | 953MHzの一部は免許局、他は登録局 送信時間制限装置及びキャリアセンスが有れば、最大21隣接単位チャネルまで同時に動作可 標準規格 ARIB STD-T89 構内無線局950MHz帯移動体識別用無線設備（廃止済み） |
| N0N A1D AXN H1D R1D J1D F1D F2D G1D | 953MHz 954.2MHz | 24           | 955.6MHz     | 0.3W以下   | 送信時間制限装置 及び キャリアセンス が必要           | 953MHzの一部は免許局、他は登録局 送信時間制限装置及びキャリアセンスが有れば、最大21隣接単位チャネルまで同時に動作可 標準規格 ARIB STD-T89 構内無線局950MHz帯移動体識別用無線設備（廃止済み） |
| N0N A1D AXN H1D R1D J1D F1D F2D G1D | 953MHz 954.2MHz | 25           | 955.8MHz     | 0.3W以下   | 送信時間制限装置 及び キャリアセンス が必要           | 953MHzの一部は免許局、他は登録局 送信時間制限装置及びキャリアセンスが有れば、最大21隣接単位チャネルまで同時に動作可 標準規格 ARIB STD-T89 構内無線局950MHz帯移動体識別用無線設備（廃止済み） |
| N0N A1D AXN H1D R1D J1D F1D F2D G1D | 953MHz 954.2MHz | 26           | 956.0MHz     | 0.3W以下   | 送信時間制限装置 及び キャリアセンス が必要           | 953MHzの一部は免許局、他は登録局 送信時間制限装置及びキャリアセンスが有れば、最大21隣接単位チャネルまで同時に動作可 標準規格 ARIB STD-T89 構内無線局950MHz帯移動体識別用無線設備（廃止済み） |
| N0N A1D AXN H1D R1D J1D F1D F2D G1D | 953MHz 954.2MHz | 27           | 956.2MHz     | 0.3W以下   | 送信時間制限装置 及び キャリアセンス が必要           | 953MHzの一部は免許局、他は登録局 送信時間制限装置及びキャリアセンスが有れば、最大21隣接単位チャネルまで同時に動作可 標準規格 ARIB STD-T89 構内無線局950MHz帯移動体識別用無線設備（廃止済み） |
| N0N A1D AXN H1D R1D J1D F1D F2D G1D | 953MHz 954.2MHz | 8            | 952.4MHz     | 0.3W以下   | 送信時間制限装置 又は キャリアセンス のいずれかが必要 | 953MHzの一部は免許局、他は登録局 送信時間制限装置及びキャリアセンスが有れば、最大21隣接単位チャネルまで同時に動作可 標準規格 ARIB STD-T89 構内無線局950MHz帯移動体識別用無線設備（廃止済み） |
| N0N A1D AXN H1D R1D J1D F1D F2D G1D | 953MHz 954.2MHz | 14           | 953.6MHz     | 0.3W以下   | 送信時間制限装置 又は キャリアセンス のいずれかが必要 | 953MHzの一部は免許局、他は登録局 送信時間制限装置及びキャリアセンスが有れば、最大21隣接単位チャネルまで同時に動作可 標準規格 ARIB STD-T89 構内無線局950MHz帯移動体識別用無線設備（廃止済み） |
| N0N A1D AXN H1D R1D J1D F1D F2D G1D | 953MHz 954.2MHz | 20           | 954.8MHz     | 0.3W以下   | 送信時間制限装置 又は キャリアセンス のいずれかが必要 | 953MHzの一部は免許局、他は登録局 送信時間制限装置及びキャリアセンスが有れば、最大21隣接単位チャネルまで同時に動作可 標準規格 ARIB STD-T89 構内無線局950MHz帯移動体識別用無線設備（廃止済み） |
| N0N A1D AXN H1D R1D J1D F1D F2D G1D | 953MHz 954.2MHz | 26           | 956.0MHz     | 0.3W以下   | 送信時間制限装置 又は キャリアセンス のいずれかが必要 | 953MHzの一部は免許局、他は登録局 送信時間制限装置及びキャリアセンスが有れば、最大21隣接単位チャネルまで同時に動作可 標準規格 ARIB STD-T89 構内無線局950MHz帯移動体識別用無線設備（廃止済み） |

| 局数の推移                                                                                                   | 局数の推移 | 局数の推移 | 局数の推移 | 局数の推移 | 局数の推移 | 局数の推移 | 局数の推移 | 局数の推移 | 局数の推移 | 局数の推移 | 局数の推移 | 局数の推移 |
| 年 | 平成23年   | 平成24年   | 平成24年   | 平成25年   | 平成25年   | 平成26年   | 平成26年   | 平成27年   | 平成27年   | 平成28年   | 平成28年   | 平成29年   |
| 月 | 10月       | 4月        | 10月       | 4月        | 10月       | 4月        | 10月       | 4月        | 10月       | 4月        | 10月       | 4月        |
| --- | ---------- | ---------- | ---------- | ---------- | ---------- | ---------- | ---------- | ---------- | ---------- | ---------- | ---------- | ---------- |
| 免許局 | 517        | 581        | 603        | 938        | 682        | 122        | 41         | 23         | 4          | 4          | 4          | 0          |
| 登録局 | 4,529      | 4,829      | 5,028      | 6,144      | 5,808      | 1,576      | 896        | 388        | 231        | 155        | 49         | 38         |
| 周波数の使用期限に定めのある電波利用システム等の無線局数の推移による。 注 登録局は簡易無線局との合算である。 |            |            |            |            |            |            |            |            |            |            |            |            |

920MHz帯への移行を促進する為、新たにこの周波数帯を携帯電話業務に使用するソフトバンク（旧称ソフトバンクモバイル）が期限内に無線機を取り替える費用を負担する「終了促進措置」を実施していた。
19GHz帯
| 電波型式                            | チャネル | 周波数    | 空中線電力 | 備考                                                                            |
| ----------------------------------- | -------- | --------- | ---------- | ------------------------------------------------------------------------------- |
| F1D F1F F1W G1D G1F G1W D1D D1F D1W | 1        | 19.455GHz | 0.3W以下   | 免許局 標準規格 RCR STD-34 構内無線局 19GHz帯データ伝送用無線設備構（廃止済み） |
| F1D F1F F1W G1D G1F G1W D1D D1F D1W | 2        | 19.505GHz | 0.3W以下   | 免許局 標準規格 RCR STD-34 構内無線局 19GHz帯データ伝送用無線設備構（廃止済み） |
| F1D F1F F1W G1D G1F G1W D1D D1F D1W | 3        | 19.515GHz | 0.3W以下   | 免許局 標準規格 RCR STD-34 構内無線局 19GHz帯データ伝送用無線設備構（廃止済み） |
| F1D F1F F1W G1D G1F G1W D1D D1F D1W | 4        | 19.525GHz | 0.3W以下   | 免許局 標準規格 RCR STD-34 構内無線局 19GHz帯データ伝送用無線設備構（廃止済み） |
| F1D F1F F1W G1D G1F G1W D1D D1F D1W | 5        | 19.535GHz | 0.3W以下   | 免許局 標準規格 RCR STD-34 構内無線局 19GHz帯データ伝送用無線設備構（廃止済み） |
| F1D F1F F1W G1D G1F G1W D1D D1F D1W | 6        | 19.545GHz | 0.3W以下   | 免許局 標準規格 RCR STD-34 構内無線局 19GHz帯データ伝送用無線設備構（廃止済み） |
| F1D F1F F1W G1D G1F G1W D1D D1F D1W | 7        | 19.555GHz | 0.3W以下   | 免許局 標準規格 RCR STD-34 構内無線局 19GHz帯データ伝送用無線設備構（廃止済み） |